# Будилов, Павел Павлович
Будилов Павел Павлович (26.08.1897 — ??.??.1954) — советский военачальник, генерал-майор инженерно-технической службы (17.01.1944). Начальник передвижения войск на Калининской железной дороге (1943). Участник Первой Мировой войны, Советско-финляндской войны (1939-1940), Великой Отечественной войны.

## Биография
Павел Павлович Будилов родился 26 августа 1897 года в г. Ленинград Ленинградской области.
В рядах РККА с 1918 года. Принимал участие в Первой Мировой войне.
Член коммунистической партии Советского Союза с 1919 г.
Во время Великой Отечественной войны был одним из старейших действующих офицеров службы военных сообщений, но при этом, по мнению высшего руководства, исключительно честно и добросовестно исполнял порученное ему дело.
В качестве начальника военных сообщений Волховского фронта 22 декабря 1942 года участвовал в организации снабжения и обеспечения нуждам фронта, за что был награждён медалью «За оборону Ленинграда».
В 1943 году был начальником передвижения войск в Бологовском узле Октябрьской железной дороги, через которого происходило снабжение и обеспечение четырёх фронтов, успешно обеспечивая, при этом, снабженческие и оперативные перевозки для нужд Северо-Западного фронта, в некоторых моментах, например при массовых оперативных перевозках, лично руководил работой по организации движения.
18 ноября 1943 года за образцовое выполнение задач на фронте борьбы с немецкими захватчиками и проявленные при этом доблесть и мужество награждён Орденом Красной Звезды.
17 января 1944 года получил звание генерала-майора инженерно-технической службы.
1 марта 1944 года в должности начальника передвижения войск на Калининской железной дороге, награждён Орденом Красного Знамени.
За участие в организации снабжения и обеспечения войск во время обороны Москвы награждён медалью "За Оборону Москвы" 1 мая 1944 года.
21 февраля 1945 года награждён Орденом Ленина.
17 апреля 1947 года закончил службу в армии.
Умер в 1954 году. Захоронен на Ваганьковском кладбище в Москве.

## Награды
- Медаль «XX лет Рабоче-Крестьянской Красной Армии»
- Медаль «За оборону Ленинграда» (22.12.1942)[4]
- Орден Красной Звезды (18.11.1943)[5]
- Орден Красного Знамени (01.03.1944)[6]
- Медаль «За оборону Москвы» (01.05.1944)[7]
- Орден Красного Знамени (03.11.1944)
- Орден Ленина (21.02.1945)
- Медаль «За победу над Германией в Великой Отечественной войне 1941–1945 гг.» (09.05.1945)